# العقلة (الصومعة)

تعديل مصدري - تعديل

العقلة هي إحدى قرى عزلة عقلة بني عامر بمديرية الصومعة التابعة لمحافظة البيضاء، بلغ تعداد سكانها 1505 نسمة حسب تعداد اليمن لعام 2004.